# Besson H-5
Die Besson H-5 war ein französischer Flugbootentwurf der 1920er Jahre.

## Entwicklung
Der Entwurf war die Antwort des Konstrukteurs Marcel Besson auf eine Ausschreibung der französischen Regierung von 1919 für ein viermotoriges Flugboot, das in der Lage sein sollte, Passagiere ohne Zwischenlandung von Frankreich nach Algerien zu bringen. Im Jahr 1921 präsentiere er ein Modell, wenig später begann der Bau des ersten Exemplars in Boulogne-sur-Seine. Im Jahr 1922 war das Flugboot fertig, wurde wieder zerlegt und mit der Bahn nach Saint-Raphaël am Mittelmeer gebracht, um von der CEPA (Commission d'Etudes Pratiques d'Aviation) abgenommen zu werden.
Da sich kein ziviler Testpilot finden ließ, wurde Kapitänleutnant Maurice Hurel, ein erfahrener Pilot der französischen Marine, zu der Erprobung abkommandiert. Der Erstflug fand am 8. September 1922 statt. Der Pilot schaffte es mit Mühe und Not, das instabile Flugboot zu wassern; dabei wurde es beschädigt. Alle weiteren Nachbesserungen der Konstruktion hatten aber lediglich ein stetig wachsendes Leergewicht zur Folge. Der letzte Flug fand am 16. Juni 1923 statt; bei der Wasserung riss der Kabinenboden auf und Hurel schaffte es gerade noch, die Maschine an den Strand zu setzen. Ein schwerer Sturm im Dezember des gleichen Jahres, bei dem das Leitwerk abgerissen wurde, besiegelte das Ende des Projekts.
Die CEPA stellte dem Flugzeug ein vernichtendes Urteil aus (»…für jede Art der Nutzung außerhalb des Wassers ungeeignet…«).
Andere Quellen sprechen jedoch auch von »stabiler Fluglage« und »niedrigen Vibrationen«. Als ursprünglich geplanter Aufklärer und Bomber waren die Bezeichnungen HB-5 und/oder MB-10 vorgesehen; als Transportflugzeug schließlich H-5, bzw. MB-11.

## Konstruktion
Das Flugboot war (für die damalige Zeit) eher konventionell konstruiert – ein sperrholzbeplankter Holzrahmen mit vier ineinandergestaffelten, verspannten und verstrebten Tragflächen. Die Vierdeckerauslegung war in den 1920er-Jahren nicht so ungewöhnlich (damit sollte die Spannweite verringert werden). Das Leitwerk bestand aus zwei Flächen und drei Rudern. Etwas ungewöhnlicher war der Rumpf, der (relativ schlank) auf einem breiten, einstufigen Bootskörper lag. Vier 250-PS-Triebwerke waren beiderseits des Rumpfs in Tandemanordnung angebracht. Bei einer Nutzlast von 3,5 Tonnen sollte die Startmasse 8000 kg nicht überschreiten. Schon bei den ersten Flügen betrug das Leergewicht jedoch 7150 kg; die Umbauten und der notwendige Ballast trieben es zum Schluss auf 8830 kg. Besson hat aber nicht nur das Gewicht völlig falsch berechnet, sondern auch die Gewichtsverteilung; selbst 850 kg Ballast im Bug waren zu wenig, um annehmbare Steuereigenschaften zu gewährleisten.

## Technische Daten
| Kenngröße             | Daten |
| --------------------- | --- |
| Besatzung             | 5 |
| Passagiere            | 20 |
| Länge                 | 10,19 m (nach anderen Quellen 20,70 m oder auch 22,00 m)                                                                         |
| Spannweite            | 29,00 m |
| Höhe                  | 6,33 m |
| Flügelfläche          | 255 m² (nach anderen Quellen 225 m²)                                                                                             |
| Leermasse             | 7290 kg (nach anderen Quellen 5500 kg)                                                                                           |
| Startmasse            | 8830 kg (nach anderen Quellen 10.000 kg)                                                                                         |

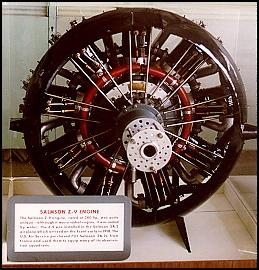
Der flüssigkeitsgekühlte Salmson-Sternmotor der Besson H-5

| Antrieb               | vier Salmson C.U.Z.9 mit je 186 kW (250 PS) (flüssigkeitsgekühlte Neunzylinder-Sternmotore) (nach anderen Quellen 194 kW/260 PS) |
| Höchstgeschwindigkeit | 168 km/h |
| Reisegeschwindigkeit  | 126 km/h |
| Dienstgipfelhöhe      | 2000 m (nach anderen Quellen 3500 m)                                                                                             |
| Reichweite            | 900 km |